# Sacha Boey
Sacha Gaston Boey (Montreuil, 13 de setembro de 2000) é um futebolista francês que atua como lateral-direito. Atualmente defende o Bayern de Munique.

## Carreira

### Rennes e empréstimo ao Dijon
Boey fez sua estreia profissional com o Rennes em um empate de 2 a 2 na Ligue 1 com o Toulouse FC em 5 de maio de 2019. Em 5 de outubro de 2020, Boey se juntou ao Dijon por um empréstimo de uma temporada.

### Galatasaray
Em 26 de julho de 2021, o Galatasaray anunciou que um contrato válido até o final da temporada 2024-25 foi assinado com Boey. Em 5 de agosto, ele marcou um gol em sua estreia no empate por 1 a 1 contra o St Johnstone na terceira rodada de qualificação da Liga Europa.
Boey tornou-se campeão da Süper Lig na temporada 2022–23 com a equipe do Galatasaray.

### Bayern de Munique
Em 28 de janeiro de 2024, o clube da Bundesliga Bayern de Munique anunciou a contratação de Boey em um contrato até 30 de junho de 2028.  A transferência foi avaliada em  aproximadamente € 30 milhões com € 5 milhões adicionais em potenciais complementos. O acordo também incluía uma cláusula para uma porcentagem de qualquer venda futura e duas partidas amistosas, com metade dos lucros dessas partidas alocados ao Galatasaray. Em 3 de fevereiro, ele fez sua estreia, saindo do banco para substituir Noussair Mazraoui, em uma vitória por 3 a 1 sobre o Borussia Mönchengladbach.

## Carreira Internacional
Nascido na França, Boey é camaronês de ascendência e elegível para ambas as nações. Ele foi um jovem internacional pela França nas categorias de sub-17, sub-18 e sub-20.
Boey foi selecionado no elenco inicial de Camarões para a Campeonato Africano das Nações de 2021, mas foi omitido do elenco final. Em março de 2022, Boey foi incluído no elenco inicial para a partida de qualificação de Camarões para a Copa do Mundo FIFA de 2022 contra a Argélia, mas foi mais uma vez omitido do elenco atual.

## Títulos
Galatasaray
- Süper Lig: 2022-23[13]

Bayern de Munique
- Bundesliga: 2024–25
- Supercopa da Alemanha: 2025[14]